# 중국기독교협회
중국기독교협회(중국어 간체자: 中国基督教协会, 정체자: 中國基督敎協會, 병음: Zhōngguó Jīdūjiào Xiéhuì 중궈 지두자오 셰후이[*])은 중국 공산당이 공인한 중국 개신교 교단의 협력 단체이다. 1980년에 설립되었고, 본부는 상하이에 있다.

## 역사
사회주의 혁명으로 중화인민공화국이 건설된 이후, 중국 공산당은 1954년 외국인 성직자와 국외 세력이 중국 교회에 영향을 주는 것을 없애기 위해 삼자(자치(自治, 스스로 다스림), 자양(自養, 스스로 키움), 자전(自傳, 스스로 전파시킴))운동을 벌였다. 그 결과 삼자애국운동이 설립되었다.
하지만 문화 대혁명 때에는 중국 국내의 교회가 거의 폐쇄되고, 성서를 포함한 많은 기독교 서적이 폐기되는 등의 박해를 받았다. 문화 대혁명이 끝난 후인 1980년에 중국 개신교의 연합 단체인 중국기독교협회가 설립되었다.
중국 개신교 교회에 관한 중요한 결정은 중국기독교협회와 삼자애국위원회가 공동으로 발표한다. 이 두 단체를 중국기독교양회로 함께 부르는 경우가 많다. 세계교회협의회의 회원 교단으로도 참여하고 있다.